# Prelink
Prelink és una peça de programari no propietari desenvolupat per Jakub Jelinek pels sistemes operatius POSIX-compliant.
El seu objectiu és millorar el troughtput (velocitat mitjana heterogènia) del sistema i de les aplicacions, reduint el temps necessari per iniciar.
El procés equivalent a Mac OS s'anomena 'pre-binding'.
A Debian, es pot instal·lar el paquet amb:
```
apt-get install prelink
```

Després es pot provar d'enllaçar les llibreries amb:
```
prelink -am
```

I comprovar com i quant ha millorat el temps de resposta del teu sistema.
S'ha de manipular amb extrema precaució i llegir tota la documentació aportada, ja que pot fer que el sistema es torni inestable.